# Мозарга
Мозарга (чечен. Мозарга) — старинное высокогорное селение в Галанчожском районе Чеченской Республики. Входит в состав аккинских поселений Галанчожского района. Ввиду нескольких российских атак в течение двух последних русско-чеченских войн на пустые башни, Мозарга утратил прежний облик, но всё равно остаётся излюбленным местом туристов, исследователей и историков.

## География

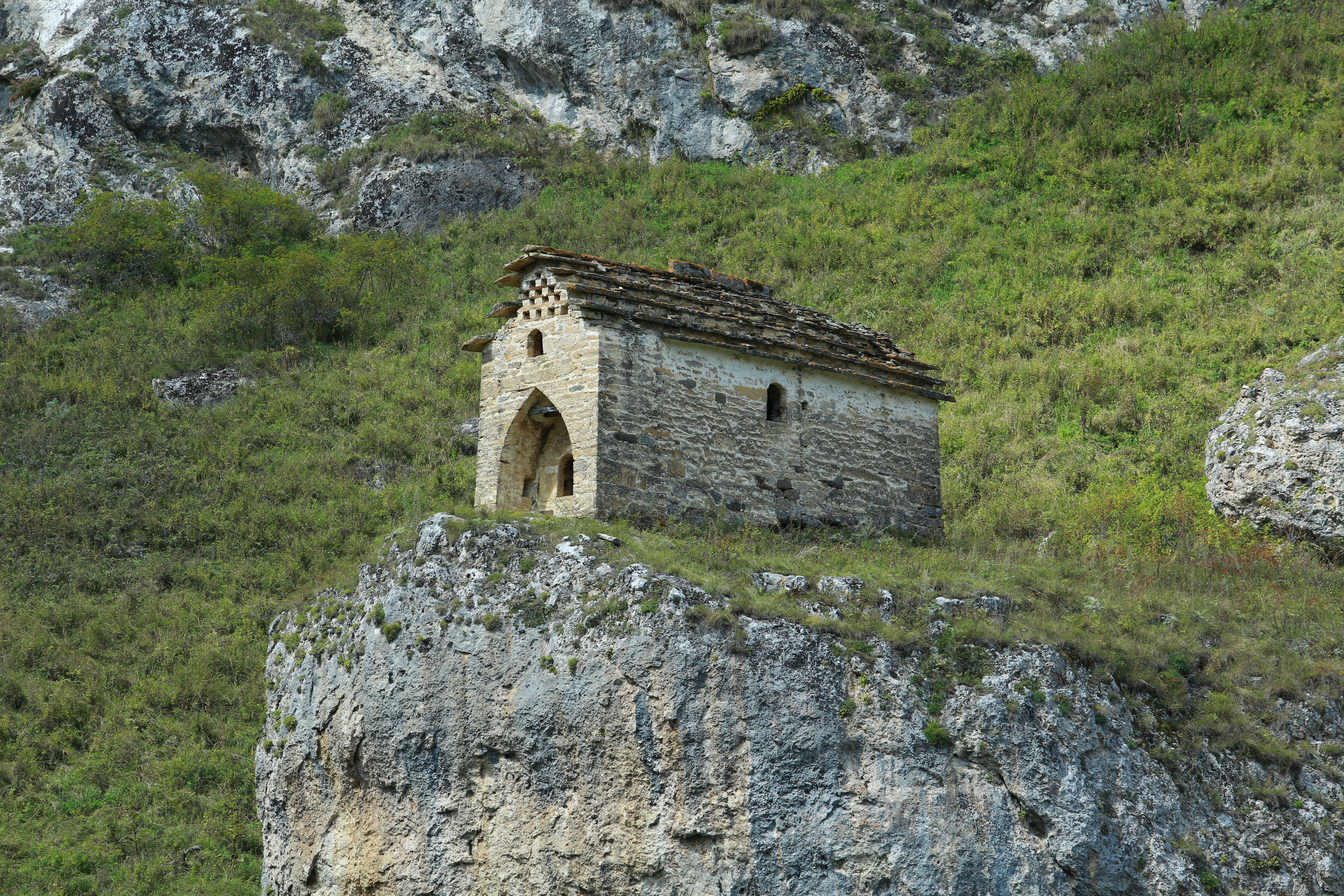
Склеп, предположительно XI в., так называемый «Домик красавицы» (А. Берсаев, фото 2016 г.)

Расположено к северо-западу от районного центра Галанчож.
Ближайшие аулы: на востоке — аул Амки, на юге — аулы Толь и Ялхарой.

## История
Аул Мозарга ликвидирован в 1944 году в период высылки чеченцев. После возвращения из высылки чеченцам было запрещено возвращаться в свои исконные районы: Галанчожский, Шатойский и Итум-Калинский.
В наши дни на месте старинного аула Мозарга сохранились очень значимые историко-архитектурные сооружения датированные XI—XV веками. В период нашествия полчищ кочевников населённый пункт играл стратегическое значение и фактически являлся одним из неприступных бастионов на пути кочевых полчищ в горную Чечню. Из остатков сооружений ещё сохранились: склеп датированный XI веком «Домик Красавицы», в честь легендарной Аьзни которая скончалась в молодом возрасте. Также сохранился ещё один солнечный могильник. Почти в первозданном виде сохранилась наскальная крепость — «Къовса-ГIала» легендарной личности ГIарша (Чупана-ГIарша), воина и предводителя войны против полчищ завоевателя Тамерлана.
Также на территории Мозарга сохранилась «Нийсонан Терз» — («Весы Справедливости»), которую ошибочно называют «Дисхи ГIала». В некоторых источниках башня «Нийсонан Терз» («Весы Справедливости») называют башней «ГIарш» («Гаж» — в русских источниках). Башня «Нийсонан Терз» — («Весы Справедливости») стоит ниже по течению реки Гехи. Выше по течению реки Гехи находится «ГIанаш-ГIала», башня сына ГIарша, ГIанаша, которая значительно разрушена в ходе первой и второй русско-чеченских войн 1994—1996 и 1999—2009 гг.
Последними известными жителями Мозарга были Керим (основатель рода Керимовых — Керим-някъе), которые после возвращения из Сибири и Казахстана осели в селениях Янди и Шалажи) и его дед Борз, которые были вынуждены покинуть Мозарга из-за давления со стороны царских властей. Сыном Керима был Ахьам (Керим-Ахьам), учёный-теолог, кадий Галанчожского района и имам мечети Ялхароя.